# Crocidura xantippe
Crocidura xantippe — вид ссавців родини Soricidae. Зустрічається в Кенії й Танзанії. Його природні середовища існування — сухі савани та сухі субтропічні або тропічні чагарники.